# FDP-Bundesparteitag 1955
Koordinaten: 53° 8′ 51″ N, 8° 13′ 40″ O

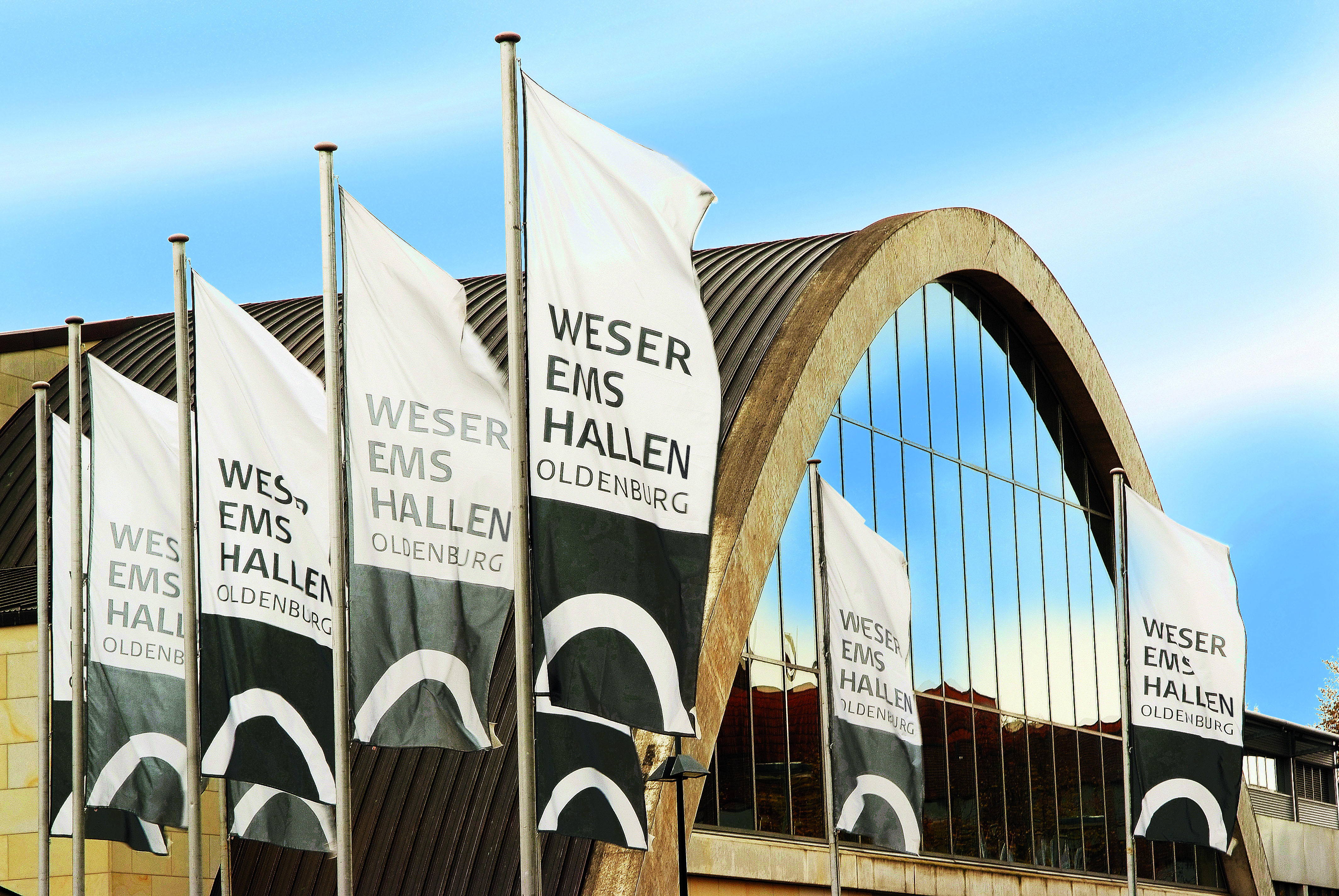
Weser-Ems-Halle

Den Bundesparteitag der FDP 1955 hielt die Freie Demokratische Partei vom 25. bis 26. März 1955 in Oldenburg ab. Es handelte sich um den 6. ordentlichen Bundesparteitag der FDP in der Bundesrepublik Deutschland. Der Grund für die Wahl des Ortes und der Zeit war die anstehende Landtagswahl in Niedersachsen 1955. Der Parteitag fand in der Weser-Ems-Halle statt.

## Verlauf und Beschlüsse
Der Parteitag stand im Zeichen der Diskussion über das Saarstatut. Viele Delegierte kritisierten die Zerstrittenheit, die die FDP in dieser Frage gezeigt hatte. Franz Blücher hatte am 27. Februar 1955 als einziger FDP-Abgeordneter mit „Ja“ gestimmt. Thomas Dehler bemühte sich in seiner Eingangsrede daher bewusst um Einigkeit und reichte Franz Blücher auf der Bühne demonstrativ die Hand.
Dem Parteitag lagen fünf Entschließungsanträge des Bundesfrauenausschusses der Partei vor. Darin wurde eine Erhöhung des Beitrags der Bundesrepublik zu UNICEF, der Entwurf eines Bewahrungsgesetzes, die Forderung nach gesonderter Auszählung von Frauenstimmen bei Wahlen, die Abschaffung der Diskriminierung von Frauen beim Abschluss von Arbeitsverträgen und die Forderung nach verstärkter Diskussion sozialpolitischer Fragen gefordert. Der Parteitag diskutierte diese Papiere, fasste aber keine Beschlüsse.
Bundesschatzmeister Hans Wolfgang Rubin beklagte in seinem Rechenschaftsbericht die fehlende Unterstützung der Landesverbände für die Kasse des Bundesverbandes (erst im Folgejahr gelang es ihm, eine Beteiligung des Bundesverbandes an den Mitgliedsbeiträgen durchzusetzen). Einnahmen und Ausgaben des Bundesverbandes lagen bei jeweils etwas über einer Million DM.

## Bundesvorstand

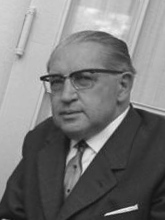
Thomas Dehler (1964)

Die Wahlen zum Parteivorstand wurden dadurch überschattet, dass Hermann Schäfer und Carl-Hubert Schwennicke demonstrativ auf eine erneute Kandidatur verzichteten. Schäfer hatte hierzu am 21. März 1955 ein Schreiben an die Abgeordneten und Vorstandsmitglieder gerichtet, in dem er die bisherige FDP-Politik kritisierte und erklärte, er wolle „ohne die Beschränkungen durch ein Parteiamt für die rasche Selbstbesinnung der FDP“ wirken. Für den bisherigen stellvertretenden Bundesvorsitzenden Schwennicke erklärte ein Berliner Delegierter, Dehlers Rede auf dem Parteitag und die Aussprache hätten die inhaltlichen Differenzen nicht behoben.
Dehler wurde ohne Gegenkandidaten mit 172 von 223 Stimmen bei 11 Gegenstimmen als Parteivorsitzender im Amt bestätigt.
Dem Bundesvorstand gehörten nach diesem Parteitag an:
| Position                            | Name | Wahlergebnis (Abg. // Ja // Enth. // Ung.) |
| ----------------------------------- | --- | --- |
| Vorsitzender                        | Thomas Dehler | 223 // 172 // 51 // |
| Stellvertretende Vorsitzende        | Friedrich Middelhauve Wolfgang Haußmann Wilhelm Nowack                                                                     | 236 // 151 // 21 // 1 // (Gegenkandidat: August-Martin Euler 63 Stimmen) 234 // 137 // 97 239 // 177 // 56 // 9                                      |
| Schatzmeister                       | Hans Wolfgang Rubin | 239 // 153 // 85 // 1 |
| Beisitzer                           | Marie-Elisabeth Lüders August-Martin Euler Erich Mende Willy Max Rademacher Hermann Kessler Joachim Strömer                | // 202 // 36 // 1 // 158 // 58 // 21 // 167 // 68 // 2 // 130 // 87 // 6 // 130 // 5 // 4 (Gegenkandidat: Otto Bezold 91 Stimmen) // 149 // 69 // 16 |
| Beisitzer Gesamtvorstand            | Max Becker Wolfgang Mischnick Paul Luchtenberg Hans Wellhausen Herta Ilk Bernhard Leverenz Konrad Frühwald                 | 204 Stimmen 142 Stimmen 131 Stimmen 127 Stimmen 123 Stimmen 104 Stimmen (Stichwahl)                                                                  |
| Vorsitzender der Bundestagsfraktion | Thomas Dehler | |
| Vertreter der Landesverbände        | Baden-Württemberg Bayern Berlin Bremen Hamburg Hessen Niedersachsen Nordrhein-Westfalen Rheinland-Pfalz Schleswig-Holstein | Eduard Leuze Otto Bezold Carl-Hubert Schwennicke Georg Borttscheller Edgar Engelhard Oswald Kohut Konrad Mälzig Willi Weyer Josef Dohr Paul Haas     |

## Dokumente

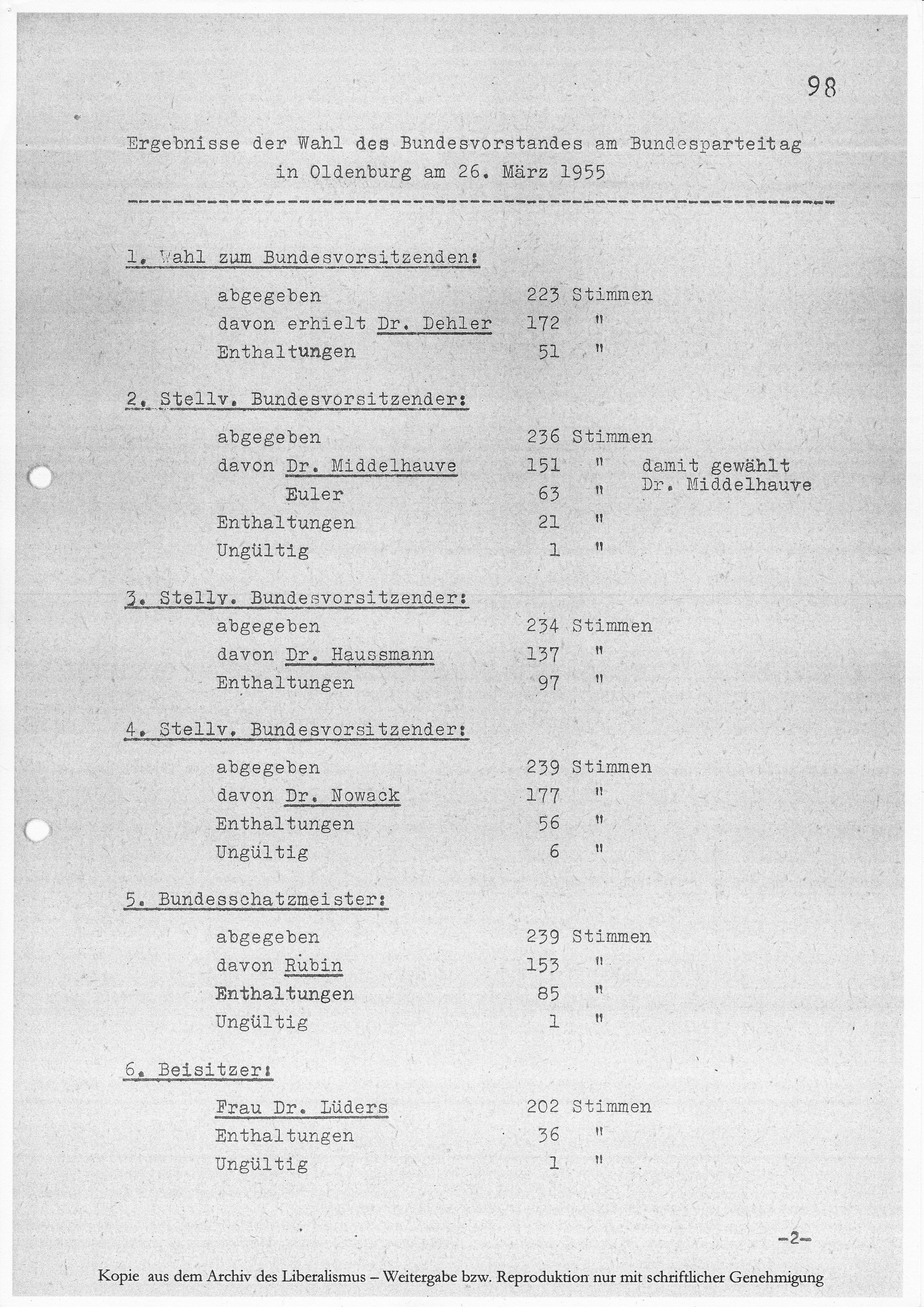
Wahlergebnisse zum Bundesvorstand, Blatt 1
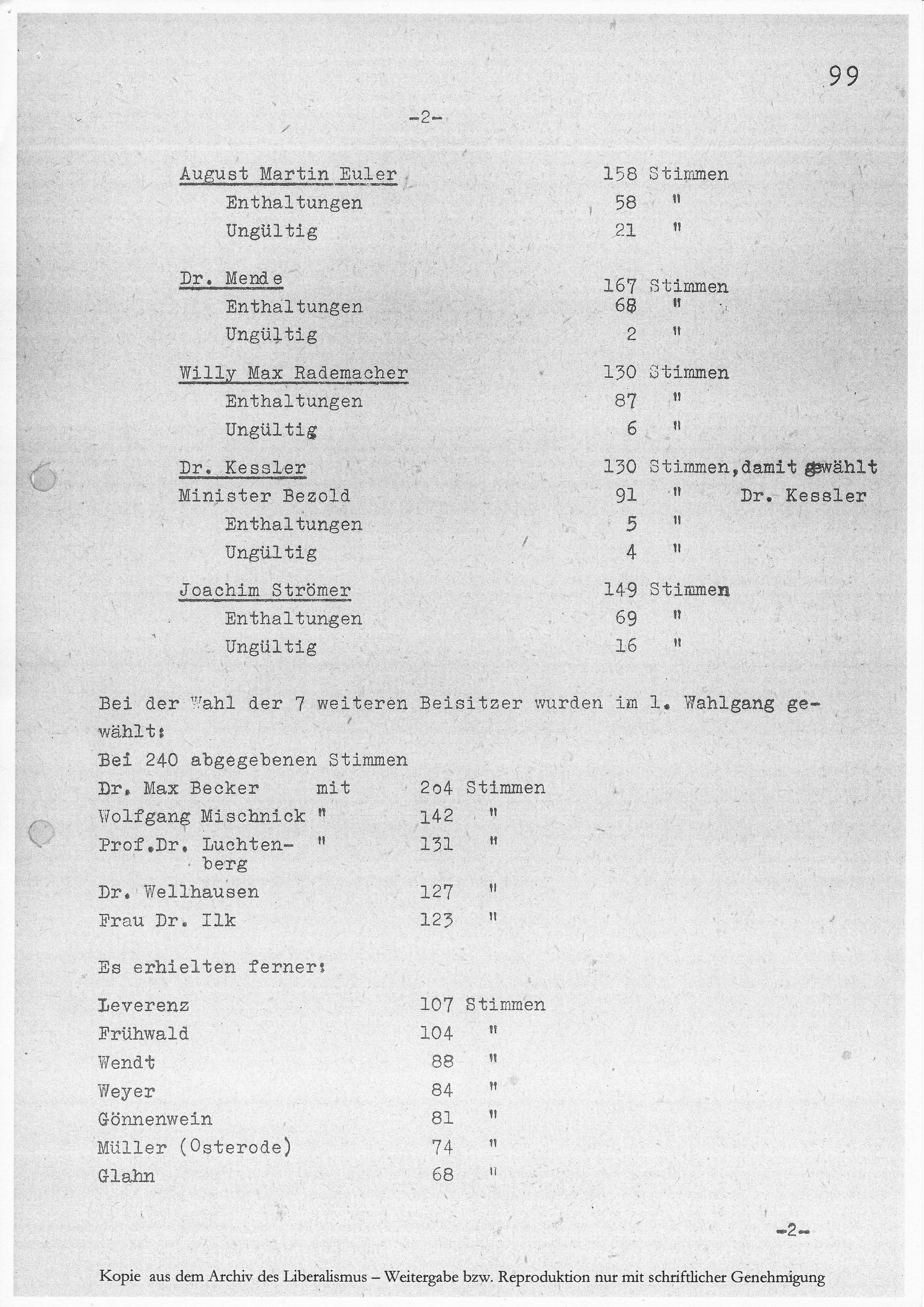
Wahlergebnisse zum Bundesvorstand, Blatt 2
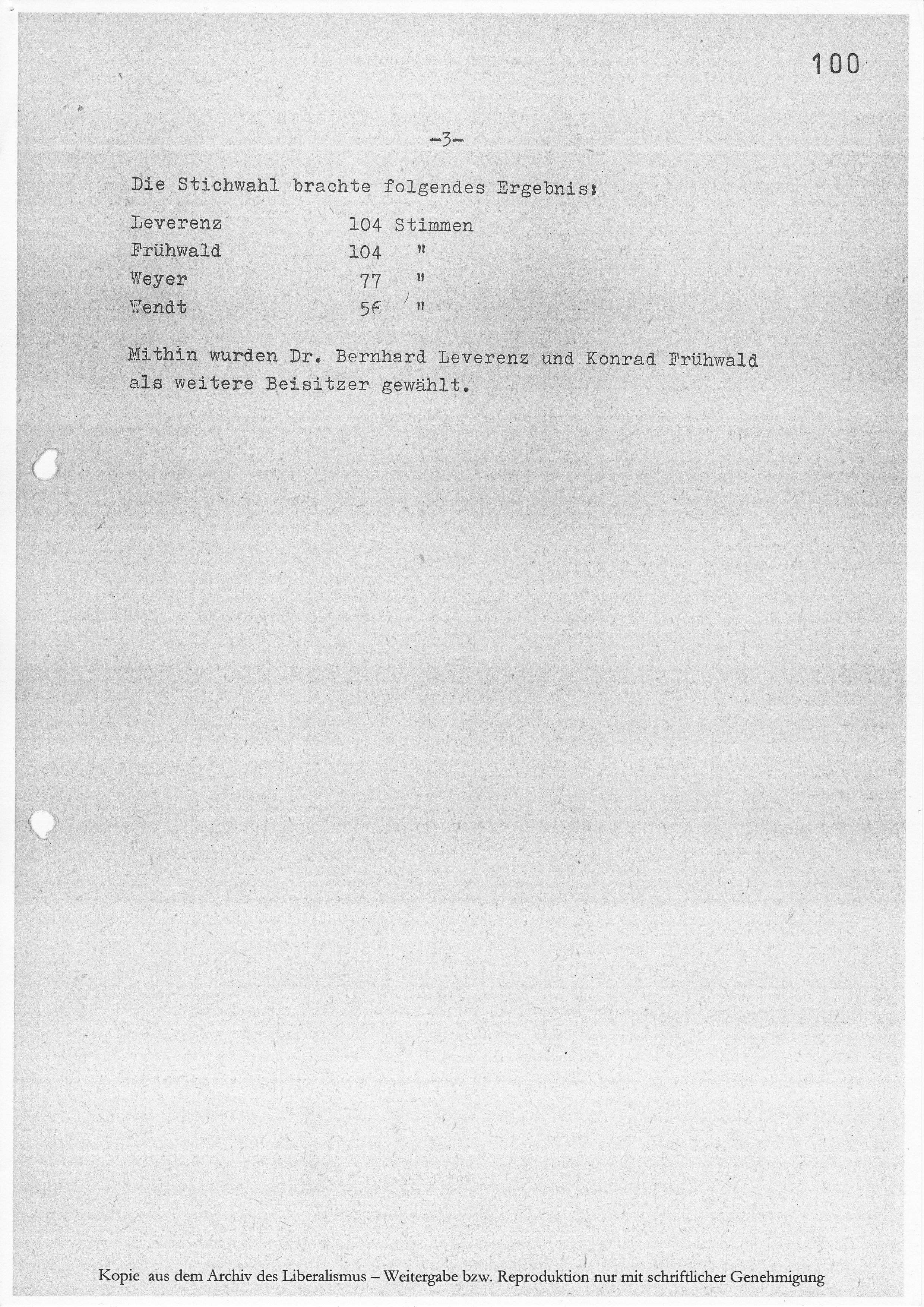
Wahlergebnisse zum Bundesvorstand, Blatt 3
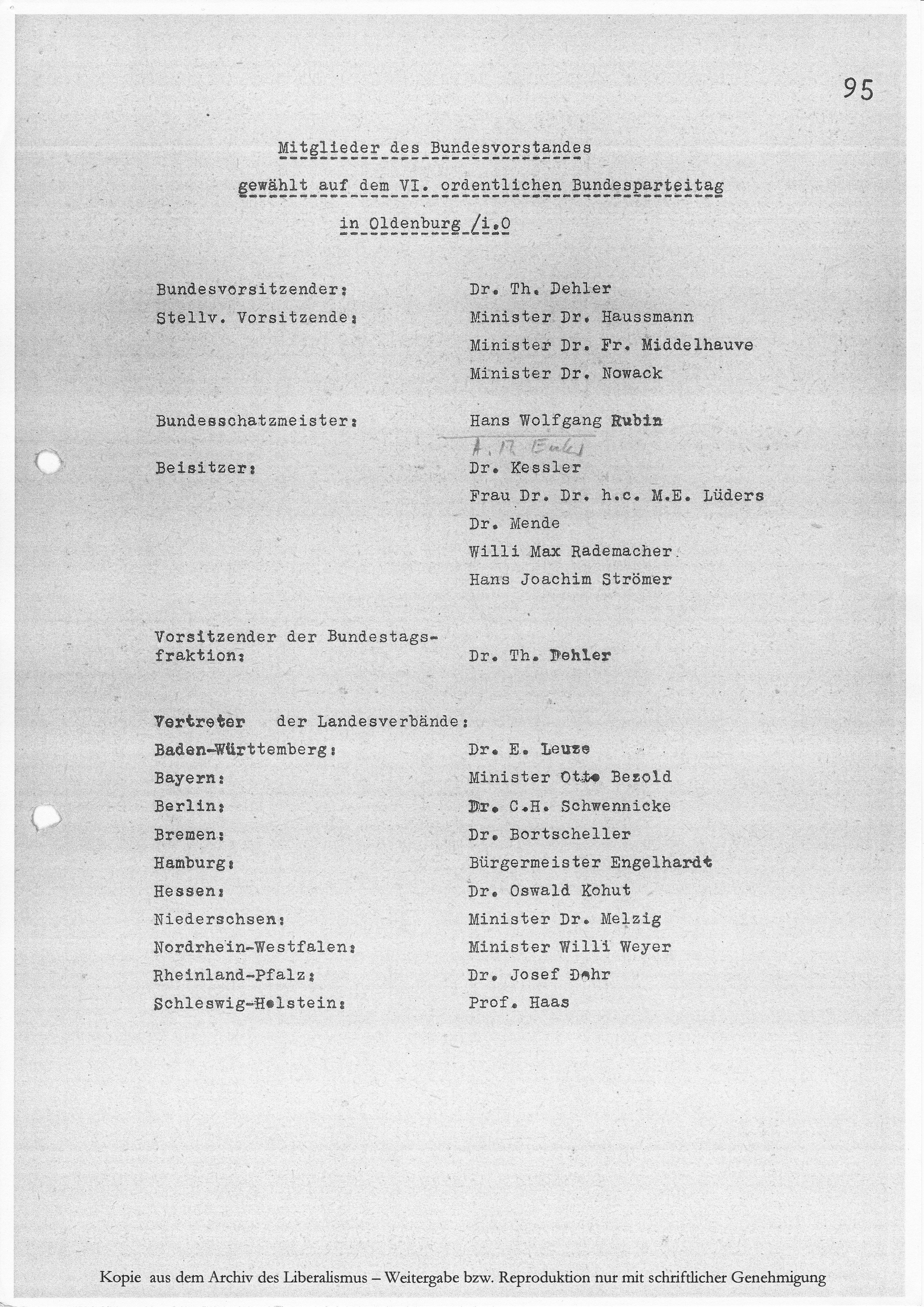
Gewählter Bundesvorstand, Blatt 1
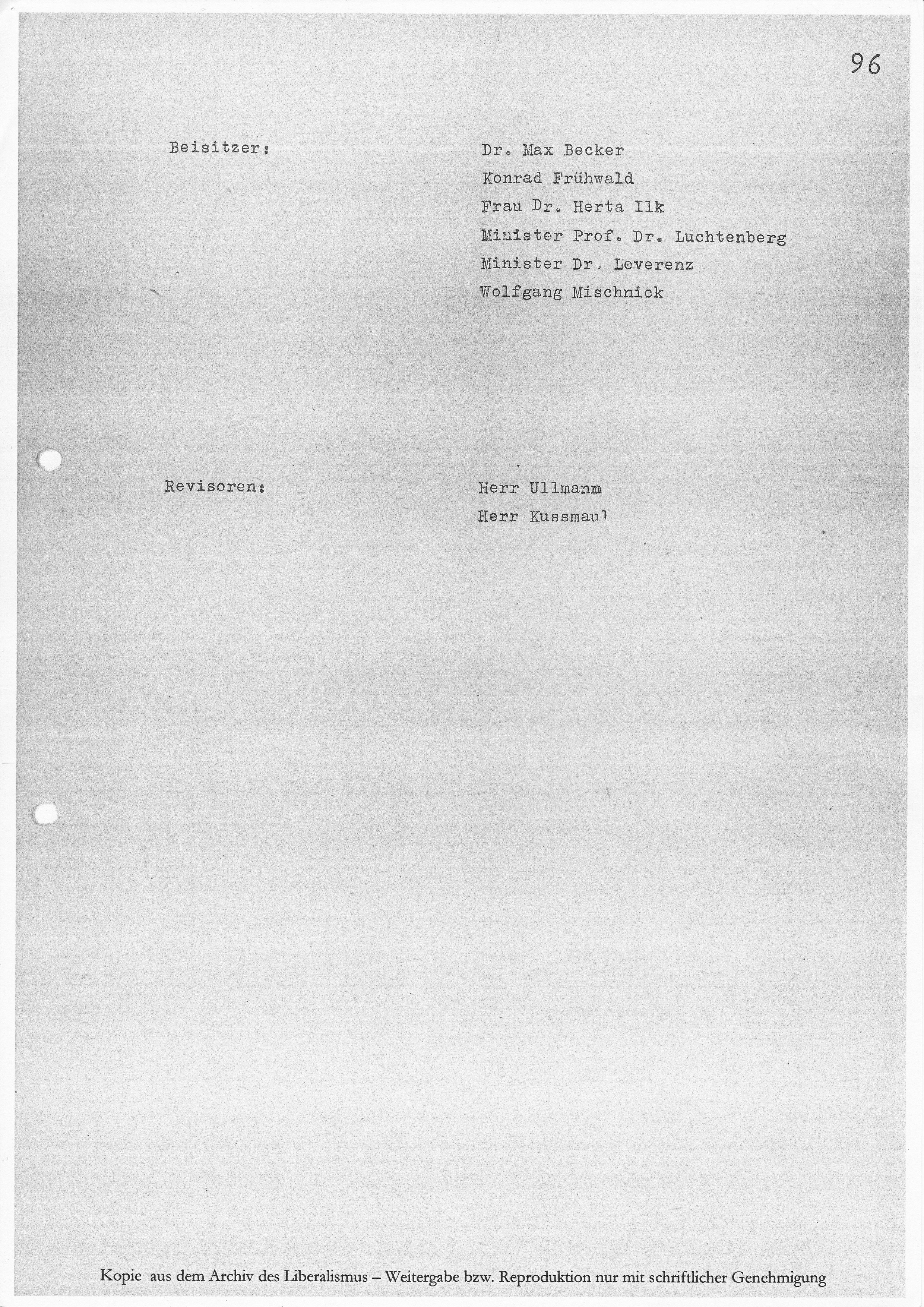
Gewählter Bundesvorstand, Blatt 2

## Sonstiges
Zu Revisoren wurden Heinz Ullmann und Richard Kussmaul gewählt.